# U-34 (1936)
U-34 — средняя немецкая подводная лодка типа VIIA, времён Второй мировой войны. Заказ на постройку был отдан 25 марта 1935 года. Лодка была заложена на верфи судостроительной компании «Germaniawerft» в Киле 15 сентября 1935 год под заводским номером 557. Спущена на воду 17 июля 1936 года. 12 сентября 1936 года принята на вооружение и под командованием Эрнста Собе (нем. Ernst Sobe) вошла в состав 2-й флотилии «Зальцведель».

## История службы
Лодка совершила 7 боевых походов. Потопила 19 судов суммарным водоизмещением 91 989 брт и 3 военных корабля суммарным водоизмещением 2 365 т. Захватила 2 судна суммарным водоизмещением 4 957 брт.

### Довоенная служба
U-34 в 1936 году принимала участие в Операции Урсула - операции немецкого подводного флота по поддержке военно-морского флота Франко во время Гражданской война в Испании. 12 декабря 1936 U-34 под командованием Харальда Гроссе потопила испанскую субмарину C-3.

### 1-й поход воВторую мировую войну
19 августа 1939 года U-34 вышла из Вильгельмсхафена (где она базировалась до июля 1940 года). Её маршрут пролегал через Северное море в 'проход' между Исландией и Фарерскими островами. Примерно 24-го она вошла в Атлантический океан и направилась на юг, к западной Ирландии. 7 сентября она остановила грузовое судно SS Pukkastan двумя выстрелами из палубного орудия примерно на расстоянии 39 миль (63 км) к юго-западу от скалы Бишоп, после чего всем 35 членам экипажа было приказано сесть в спасательные шлюпки, а судно было торпедировано и потоплено.
На следующий день она повторила упражнение и потопила танкер SS Kennebec примерно в 70 миль (110 км) к юго-западу от  островов Силли, серьёзно повредив его. Впоследствии судно было затоплено HMS Wolverine.
Также U-34 повредила, а затем и захватила грузовое судно SS Hanonia с грузом древесины из Норвегии. Корабль направлялся в Британию, однако вместо этого было отправлено с призовой командой в Киль, а затем в Гамбург.
26 сентября лодка вернулась в Вильгельмсхафен.

### 2-й поход
Второй поход для U-34 был даже более "прибыльный". 20 сентября она потопила два грузовых судна в Северном море: шведское SS Gustav Adolf в 50 морских милях (93 км) к северо-востоку от Саллом-Во, Шетландские острова, и британское SS Sea Venture (которое ответило на предупредительный огонь своими пушками) к востоку от Шетландских островов.
27 октября к западу от Ирландии торпедировала и повредила грузовое судно SS Bronte (которое было взято на буксир ST Englishman, но 30 октября было затоплено экипажем HMS Esk), и 29 октября к северо-западу от скалы Бишоп торпедировала и потопила SS Malabar.
После этого, 9 ноября в Северном море лодка захватила SS Snar.

### 3-й поход
20 января 1940 года первой жертвой в этом выходе стал танкер MV Caroni River, подорвавшийся на мине в Заливе Фальмот.
Следующей жертвой, 28 января, стало нейтральное грузовое судно SS Eleni Stathatou под греческим флагом - четко обозначенное и хорошо освещенное, потопленное в 90 милях (140 км) к юго-западу от Фастнет-Рок. Выжившие были спасены Майклом Кейси (англ. Michael Casey) - моряком из Керри, отбуксировавшем их в Портмаги. 13 человек погибло от переохлаждения. 20 выживших были настолько слабы, что на берег их пришлось выносить.

### 4-й и 5-й походы
Четвёртый поход в марте 1940 года в Северное море и Норвежское море был примечателен лишь отсутствием потоплений.
13 апреля торпедировала уже затопленный норвежский минный заградитель HNoMS Frøya возле Søtvika, чтобы предотвратить её возможное восстановление.

### 6-й поход
22 июня 1940 года лодка вышла из Вильгельмсхафена и, 26 июня 1940 года пройдя так называемым Фарерско-Шетландским проходом, вошла в Атлантику. 5 июля U-34 потопила британский эсминец HMS Whirlwind в  120 миль (190 км) к западу от Лендс-Энд.
Менее чем через 24 часа она также записала на свой счёт грузовое судно SS Vapper к югу от Клир-Айленд, (южная Ирландия).
Далее последовала череда побед в том же районе: нидерландский танкер SS Lucrecia 7 июля, эстонское грузовое судно SS Tiiu 9 июля, финский грузовой лайнер SS Petsamo 9 июля, норвежское грузовое судно Janna 11 июля
и греческое грузовое судно SS Evdoxia 15 июля. Также, после того, как торпеды закончились, артогнём потопила[кого?].
18 июля лодка встала в доки в недавно оккупированном Лорьяне.

### 7-й поход
Продолжая череду потоплений 26 июля 1940 года U-34 торпедировала британское грузовое судно MV Vinnemoor; в тот же день отправила на дно  британский лайнер MV Accra, а на следующий день прибавила к ним  британские грузовое судно SS Sambre и танкер MV Thiara. Возвращаясь в Германию лодка обнаружила британскую субмарину HMS Spearfish и, атаковав последней торпедой, вышла победителем. Единственный выживший член экипажа был поднят на борт в статусе военнопленного.

## Судьба
Затонула 5 августа 1943 года в 21:55 у Мемеля в районе с координатами 55°42′ с. ш. 21°09′ в. д. после столкновения с тендером «Лех». 4 человека погибли, 39 членов экипажа спаслись.
24 августа 1943 года лодка была поднята и 8 сентября отправлена на переработку.

## Флотилии
- 12 сентября 1936 года — 30 сентября 1940 года — 2-я флотилия
- 1 октября 1940 года — 1 ноября 1940 года — 21-я флотилия (учебная)
- 2 ноября 1940 года — 5 августа 1943 года — 24-я флотилия (учебная)

## Командиры
- 12 сентября 1936 года — 14 февраля 1938 года Эрнст Собе
- 4 ноября 1936 года — 22 декабря 1936 года Харальд Гроссе
- 15 февраля 1938 года — 17 августа 1938 года Ганс Паукштадт
- 5 сентября 1938 года — 28 октября 1938 года Ганс Паукштадт
- 26 октября 1938 года — 28 сентября 1940 года капитан-лейтенант Вильгельм Ролльман (кавалер Рыцарского железного креста)
- 29 сентября 1940 года — 22 мая 1941 года обер-лейтенант цур зее Фриц Майер
- 23 мая 1941 года — 19 ноября 1941 года Карл-Отто Шульц
- 20 ноября 1941 года — 15 июня 1942 года Герхард Ремус
- 16 июня 1942 года — 1 февраля 1943 года обер-лейтенант цур зее Хорнст-Арно Фенски (кавалер Рыцарского железного креста)
- 2 февраля 1943 года — 11 июня 1943 года Карл-Хайнц Хагенау
- 12 июня 1943 года — 5 августа 1943 года лейтенант Эдуард Ауст

## Потопленные суда
| Дата               | Тип                | Принадлежность | Дата             | Тоннаж (БРТ) | Груз                                                                                  | Судьба             | Место                     |
| SS Pukkastan       | грузовое судно     | Великобритания | 7 сентября 1939  | 5 809        | маис и баранина                                                                       | потоплен           | 49°27′ с. ш. 7°49′ з. д.  |
| SS Kennebec        | танкер             | Великобритания | 8 сентября 1939  | 5 548        | 7000 тонн нефти                                                                       | потоплен           | 49°18′ с. ш. 8°13′ з. д.  |
| SS Hanonia         | грузовое судно     | Эстония        | 24 сентября 1939 | 1 781        | 1049 тонн леса                                                                        | захвачен           | 57°35′ с. ш. 6°12′ в. д.  |
| SS Gustaf Adolf    | грузовое судно     | Швеция         | 20 октября 1939  | 926          | древесная масса                                                                       | потоплен           | 61°00′ с. ш. 0°48′ в. д.  |
| SS Sea Venture     | грузовое судно     | Великобритания | 20 октября 1939  | 2 327        | 3000 тонн угля                                                                        | потоплен           | 60°50′ с. ш. 0°15′ в. д.  |
| SS Bronte          | грузовое судно     | Великобритания | 27 октября 1939  | 5 317        | генеральный груз, состоящий из химикатов                                              | потоплен           | 49°30′ с. ш. 12°15′ з. д. |
| SS Malabar         | грузовое судно     | Великобритания | 29 октября 1939  | 7 976        | генеральный груз, состоящий из леса и табака                                          | потоплен           | 49°57′ с. ш. 7°37′ з. д.  |
| SS Snar            | грузовое судно     | Норвегия       | 9 ноября 1939    | 3 176        | балансовая древесина                                                                  | захвачен           | 58°48′ с. ш. 3°20′ в. д.  |
| MV Caroni River    | танкер             | Великобритания | 20 января 1940   | 7 807        | в балласте                                                                            | подорвался на мине | 50°06′ с. ш. 5°01′ з. д.  |
| SS Eleni Stathatou | грузовое судно     | Греция         | 28 января 1940   | 5 625        | в балласте                                                                            | потоплен           | 48°49′ с. ш. 8°34′ з. д.  |
| HNoMS Frøya        | минный заградитель | Норвегия       | 13 апреля 1940   | 595          |                                                                                       | потоплен           | квадрат AF 6775           |
| HMS Whirlwind      | эсминец            | Великобритания | 5 июля 1940      | 1 100        |                                                                                       | потоплен           | 50°17′ с. ш. 8°48′ з. д.  |
| SS Vapper          | грузовое судно     | Эстония        | 6 июля 1940      | 4 543        | уголь                                                                                 | потоплен           | 49°30′ с. ш. 9°15′ з. д.  |
| SS Lucrecia        | танкер             | Нидерланды     | 7 июля 1940      | 2 584        | мазут                                                                                 | потоплен           | 49°50′ с. ш. 8°07′ з. д.  |
| SS Tiiu            | грузовое судно     | Эстония        | 9 июля 1940      | 1 865        | 2300 тонн генерального груза, состоящего из продуктов питания и шкиперского имущества | потоплен           | 50°20′ с. ш. 12°00′ з. д. |
| SS Petsamo         | грузовое судно     | Финляндия      | 10 июля 1940     | 4 596        | 4477 тонн маиса и 1523 тонны пшеницы                                                  | потоплен           | 51°08′ с. ш. 9°22′ з. д.  |
| SS Janna           | грузовое судно     | Норвегия       | 11 июля 1940     | 2 197        | древесная масса                                                                       | потоплен           | 50°43′ с. ш. 12°10′ з. д. |
| SS Evdoxia         | грузовое судно     | Греция         | 15 июля 1940     | 2 018        |                                                                                       | потоплен           | квадрат AM 8784           |
| SS Naftilos        | грузовое судно     | Греция         | 17 июля 1940     | 3 531        | 5801 тонна пшеницы                                                                    | потоплен           | 48°05′ с. ш. 10°25′ з. д. |
| MV Accra           | лайнер             | Великобритания | 26 июля 1940     | 9 337        | 1700 тонн генерального груза                                                          | потоплен           | 55°40′ с. ш. 16°28′ з. д. |
| MV Vinemoor        | грузовое судно     | Великобритания | 26 июля 1940     | 4 359        | в балласте                                                                            | потоплен           | 55°43′ с. ш. 16°25′ з. д. |
| SS Sambre          | грузовое судно     | Великобритания | 27 июля 1940     | 5 260        | 1500 тонн генерального груза                                                          | потоплен           | 56°37′ с. ш. 17°53′ з. д. |
| MV Thiara          | танкер             | Великобритания | 27 июля 1940     | 10 364       | в балласте                                                                            | потоплен           | 56°37′ с. ш. 17°56′ з. д. |
| HMS Spearfish      | подводная лодка    | Великобритания | 1 августа 1940   | 670          |                                                                                       | потоплен           | 58°07′ с. ш. 1°32′ в. д.  |